# Grizzly Smith
Aurelian Smith, noto con il ring name Grizzly Smith (Contea di Grayson, 1º agosto 1932 – Amarillo, 12 giugno 2010), è stato un wrestler statunitense.
È principalmente noto per essere il padre dei wrestler Jake "The Snake" Roberts, Sam Houston e della lottatrice Rockin' Robin.
Dopo essersi ritirato dal ring, svolse varie attività dietro le quinte nella World Wrestling Federation e fu un road agent per la World Championship Wrestling.

## Carriera
Smith cominciò la sua carriera nel wrestling professionistico in Texas, contemporaneamente lavorando part-time in un giacimento petrolifero. Lottò anche in Georgia, dove sfidò Freddie Blassie per l'NWA Georgia World Heavyweight Championship senza però riuscire a vincere la cintura. Mentre si trovava in Texas, Smith conobbe Luke Brown, e lo seguì in Oklahoma. Smith, che fino a quel momento aveva lottato con gli pseudonimi "Jake Smith" e "Tiny Anderson", adottò il ring name "Grizzly Smith", anche se in qualche occasione lottò come "Tiny Smith". Smith e Brown formarono un tag team conosciuto come The Kentuckians, e la coppia utilizzò la gimmick di un paio di hillbilly. Insieme, nel 1962 conquistarono la versione della Georgia dei titoli NWA Southern Tag Team Championship e li detennero fino a quando furono sconfitti da Lenny Montana e Gypsy Joe il 23 novembre dello stesso anno.
Nel 1964 i Kentuckians ebbero un breve stint nella WWWF. Si scontrarono con Gorilla Monsoon & Klondike Bill, Graham Brothers e Mortieas. Sfortunatamente, la coppia non vinse mai i titoli tag team e presto se ne tornò al sud. I più grandi rivali dei Kentuckians furono gli Assassins, con i quali ebbero lunghi feud in tutti gli Stati Uniti. In molti di questi match, agli Assassins si unì The Missouri Mauler e allora i Kentuckians si allearono con l'enorme Haystacks Calhoun. La più grande vittoria dei Kentuckians nei confronti dei rivali Assassins si ebbe nella World Wrestling Association l'8 agosto 1965, quando li sconfissero vincendo il WWA World Tag Team Championship. Rimasero campioni per vari mesi prima di cedere le cinture a Gorilla Monsoon e Luke Graham nel gennaio seguente. Più avanti nel 1966, Smith & Brown si aggiudicarono anche i titoli Midwest Tag Team Championship nella American Wrestling Association.
Nel gennaio 1967, i Kentuckians apparvero in Giappone nella International Wrestling Enterprise. Affrontarono Antonio Inoki & Hiro Matsuda per l'NWA World Tag Team Championship in due occasioni, ma persero entrambe le volte per squalifica.
In Canada, Smith (con il ring name "Ski Hi Jones") lottò in coppia con Don Leo Jonathan e i due sconfissero The Assassins vincendo l'NWA Canadian Tag Team Championship (versione di Vancouver). La coppia rimase campione dal 25 marzo 1968 fino al mese seguente, quando fu sconfitta dagli Assassins nel rematch.
Smith tornò quindi in Texas, dove si imbarcò in una rivalità con The Spoiler. I due wrestler ebbero un feud per la cintura NWA Texas Heavyweight Championship, che Smith riuscì a vincere sconfiggendo The Spoiler nel giugno 1968. Il mese successivo, in coppia con Fritz Von Erich, Smith sconfisse The Spoiler & Gary Hart conquistando anche l'NWA American Tag Team Championship. The Spoiler riconquistò il titolo dei pesi massimi in agosto e il Tag Team Championship in settembre.
Nel 1971 i Kentuckians si riunirono nella NWA Tri-State. In aprile sconfissero Waldo Von Erich & Karl Von Brauner vincendo la versione Tri-State dell'NWA United States Tag Team Championship. I due però furono privati delle cinture quello stesso mese, ma le riconquistarono poco tempo dopo, perdendole poi contro The Spoilers (Spoiler #1 & Spoiler #2).
Dopo essersi ritirato dal ring, Smith promosse qualche evento di wrestling in Louisiana insieme a Jack Curtis. Poi lavorò con Bill Watts nella Mid-South fino a quando fu licenziato a causa di un disaccordo economico. In seguito, si trasferì in Mississippi per lavorare con il promoter George Culkin.

## Vita privata
Smith ebbe due figli nati dal suo primo matrimonio, Aurelian Jr. e una figlia femmina di nome Jo Lynn (che scomparve nel 1979). In seguito ebbe altri due figli, Michael e Robin Denise, dalla seconda moglie Marsha. Tre dei suoi figli diventarono lottatori professionisti: Aurelian Jr. divenne il celebre Jake "The Snake" Roberts, Michael con il nome "Sam Houston", e Robin come "Rockin' Robin". Dopo due divorzi, il 22 giugno 1992 si sposò una terza volta con una donna di nome Michelle D. Hyde, 24 anni più giovane di lui. Il matrimonio terminò il 17 marzo 1996.
Ritiratosi dal mondo del wrestling, si trasferì in Louisiana, dove andò ad abitare con il figlio Michael a Metairie, e si trovò un impiego come manutentore presso un cimitero nei pressi del quartiere francese di New Orleans. Perse gran parte delle sue proprietà a causa dell'uragano Katrina nel 2005. Successivamente la sua salute cominciò a degenerare, e nel corso di vari anni sviluppò un'infezione da stafilococco a causa di una ferita a una gamba non curata. Colpito dal morbo di Alzheimer, Smith si spense il 12 giugno 2010 nella città di Amarillo, Texas.

### Accuse da parte di Jake Roberts
Smith ebbe una relazione difficile con il figlio Aurelian Jr. (Jake Roberts). Nel DVD biografico Pick Your Poison, Roberts accusò il proprio padre di crudeltà mentale, e quindi di essere parzialmente responsabile dei suoi problemi con alcol e droghe e dei problemi mentali di sua sorella Jo Lynn. All'età di 18 anni, la sorella di Roberts sposò un uomo 35 anni più vecchio di lei; e l'ex moglie di questo, in seguito rapì ed uccise la sorella di Roberts.

### Accuse da parte di Rockin' Robin
Nel documentario in DVD Old School with Rockin' Robin, Robin Smith racconta dettagliatamente di essere stata ripetutamente abusata sessualmente dal padre, a partire dall'età di 7 o 8 anni.
Le accuse di abusi sessuali mosse a Grizzly Smith sono state trattate in una puntata della terza stagione della docu-serie Dark Side of the Ring, intitolata In the Shadow of Grizzly Smith. I suoi figli Jake, Robin, Michael e il figlio adottivo Richard furono tutti intervistati per l'occasione.

## Titoli e riconoscimenti
- American Wrestling Association
  - AWA Midwest Tag Team Championship (1) – con Luke Brown[14]
- Big Time Wrestling
  - NWA American Tag Team Championship (1) – con Fritz Von Erich[15][16]
  - NWA Texas Heavyweight Championship (1)[17][18][19]
- Mid-South Sports
  - NWA Southern Tag Team Championship (Georgia version) (1) – con Luke Brown[3]
- NWA All-Star Wrestling
  - NWA Canadian Tag Team Championship (Vancouver version) (1) – con Don Leo Jonathan[20]
- NWA Tri-State
  - NWA United States Tag Team Championship (Tri-State version) (2) – con Luke Brown[21]
- Worldwide Wrestling Associates
  - WWA World Tag Team Championship (2) – con Luke Brown[22]